# Callistoe
Callistoe — вимерлий рід спарассодонтів. Він жив під час раннього еоцену, а його скам'янілі останки були знайдені в Південній Америці.

## Опис
На відміну від більшості своїх родичів, таких як Proborhyaena і Arminiheringia, Каллістоя мала вузьку, тоненьку морду, а форма її черепа нагадувала форму тилацина. У Каллістої були відсутні характеристики (на кінцівках і хребцях), пов'язані зі здатністю лазити. Форма його суглобів кінцівок, наявність окостенілої чашечки та форма кісток кінцівок показують, що він був обмежений парасагітальною ходою та мав незначну гнучкість у ліктях, зап'ястях, колінах і щиколотках. Ймовірно, каллісто спеціалізувалась на ходьбі та бігу. Каллісто, довжиною близько двох метрів, мала струнке і легке тіло і важила приблизно 23 кілограми.

## Класифікація
Callistoe vincei вперше був описаний у 2002 році на основі майже повного та винятково збереженого скелета з формації Lumbrera в провінції Сальта в Аргентині. Його родова назва, Каллістоя, походить від імені Каллісто, німфи, яку любив Зевс і яку він перетворив на ведмедицю, щоб захистити її від гніву Гери. Каллісто належала до родини Proborhyaenidae, клади спарассодонтів, типових для раннього кайнозою, зазвичай великих розмірів і міцної статури.

## Палеобіологія
У 2011 році Argot & Babot описали дуже довгі та злегка вигнуті кігті, які дуже відрізняються від кігтів інших спарассодонтів; їх форма свідчить про здатність копати. Тонкі зовнішні пальці досить коротких ніг вказують на здатність до бігу. Каллістоя жила поруч із великою кількістю броненосців, гризунів і дрібних нотунгалятів, усіх тварин із копними звичками, і цілком можливо, що тварина долала великі відстані та могла проникати в нори цих тварин. Оскільки він жив у ранньому еоцені, він може бути одним із перших прикладів хижого ссавця з копними звичками за мільйони років до появи перших рийних мустел.